# Arthur Krigsman
Arthur Krigsman est un pédiatre et gastro-entérologue connu pour ses recherches controversées, la recherche de preuves que le vaccin ROR cause l'autisme. Il se spécialise dans l'évaluation et le traitement de la pathologie gastro-intestinale chez les enfants avec troubles du spectre de l'autisme, et a écrit à l'appui de ce qu'il appelle « entérocolite autistique ». L'étude originale qui liait le vaccin ROR à l'autisme a été rétractée pour fraude, le diagnostic de l'entérocolite autistique n'a pas été acceptée par la communauté médicale.

## Éducation et carrière
Diplômé de l'université Johns-Hopkins, Krigsman a obtenu son doctorat en médecine à l'université d'État de New York à Brooklyn, en 1989, qu'il a complété par un internat en pédiatrie à l'université de New York Brooklyn Kings County Medical Center. Après ses études en gastro-entérologie pédiatrique, il rejoint en 1995 le département de gastro-entérologie pédiatrique de Beth Israel Medical Center à New York en tant que directeur jusqu'en 2000, et a ensuite rejoint l'hôpital Lenox Hill de 2000 à 2004 dans la même position. Par la suite, il est directeur de la clinique de gastro-entérologie au Thoughtful House, où il travaille avec Andrew Wakefield. Krigsman est diplômé en pédiatrie générale et en gastro-entérologie pédiatrique, mais ne pratique pas la pédiatrie générale. En avril 2010, Krigsman quitte Thoughtful House pour ouvrir un cabinet privé à Austin et New York.

## Éthique
En 2004, Krigsman quitte Lenox Hill « dans des circonstances douteuses », après que son autorisation de pratiquer des endoscopies a été restreinte, parce qu'il était soupçonné de pratiquer des endoscopies non justifiées sur le plan médical sur des enfants autistes, à des fins de recherche. Le Ministère de la Santé et des Services sociaux (devenu l'Office for Human Research Protections), a fait une évaluation de la situation, en se basant sur les rapports de l'hôpital selon lesquels Krigsman avait bien demandé l'autorisation de mener une recherche, mais qu'elle n'avait pas été approuvée par le Conseil de révision institutionnelle, qui s'inquiétait des risques encourus par les patients du fait de ces procédures injustifiées. Le rapport relève également que Krigsman a témoigné devant une audience du Congrès sur la recherche qu'il avait fait sur 43 patients, et a plus tard refusé de fournir les dossiers médicaux demandés par un comité mis en place par l'hôpital pour enquêter sur la situation, avant de démissionner de l'hôpital en 2004.
En 2005, Krigsman a été condamné à une amende par l'État du Texas Board of Medical Examiners en raison de violations multiples, dont ses visites à des patients avant l'obtention de sa licence médicale au Texas, pour ne pas avoir signalé ses précédentes sanctions par la commission médicale de Floride, et pour la prise de mesures disciplinaires par l'hôpital Lenox Hill.

## Recherche sur l'autisme controversée
Le concept de l'entérocolite autistique a été inventé par Andrew Wakefield en 1998, pour une publication dans The Lancet. Il a allégué une association entre l'autisme régressif, une inflammation intestinale, et le vaccin ROR. En 2003, Krigsman, qui était au Lenox Hill, a rapporté des résultats similaires à ceux de Wakefield, en disant qu'il avait trouvé, dans les intestins de 40 enfants autistes, des signes de l'inflammation, ce qui militait en faveur des idées de Wakefield sur un lien existant entre l'autisme et les maladies gastro-intestinales. Cette information n'a été publiée officiellement que sept ans plus tard, en 2010, dans la revue Autism Insigts. En avril 2016, Da Capo Lifelong a publié le récit d'une mère de deux enfants autistes, mettant en vedette le Dr Krigsman et détaillant son protocole de traitement à partir de la perspective du patient.
Cependant, le concept d'« entérocolite autistique » n'a pas été accepté par la communauté médicale en raison du manque d'études rigoureuses confirmant cet état, les études censées représenter ce diagnostic étant entachées par de nombreux défauts méthodologiques. Même un énoncé de position par un panel de médecins parrainé par Autism Speaks qui inclut Krigsman a conclu que la signification clinique des résultats de l'inflammation dans les intestins est inconnue car cela est également constaté chez les enfants sans autisme.
Andrew Wakefield, qui a rejoint plus tard Krigsman à  Thoughtful House, a vu son étude rétractée par The Lancet, en raison d'un ensemble complexe de fraudes,.

## Témoignages d'expert
Krigsman a témoigné en tant que témoin expert dans un certain nombre de tests et de réclamations de l'Office of Special Masters de la Cour des Réclamations du gouvernement fédéral américain (communément nommée "Vaccine Court") en faveur de parents cherchant à obtenir une indemnisation pour les dommages prétendument causés par la vaccination. Les décisions rendues par Krigdman en tant que Special Master ont été remises en cause en raison de précédentes sanctions réglementaires par la commission médicale du Texas et l'hôpital Lenox Hill, ainsi que les préoccupations concernant le curriculum vitæ fourni par Krigsman Dans un cas, le juge a indiqué qu'il pense Krigsman n'était pas un « témoin crédible » et que les parents qui ont apporté les cas ont été « induits en erreur par des médecins qui se sont rendus coupables, à [son] avis, d'erreurs de jugement. » Dans une autre affaire, le juge a relevé la qualification de Krigsman en raison de son identification d'une nouvelle maladie connue comme « entérocolite autistique », qui est « non reconnue par d'autres autorités dans le domaine », et que son témoignage sur l'existence de « l'entérocolite autistique » relève « de la spéculation non prise en charge par le poids de la preuve. »

## Sélection de publications
- A. J. Russo, A. Krigsman, B. Jepson et A. Wakefield, « Low serum myeloperoxidase in autistic children with gastrointestinal disease », Clinical and experimental gastroenterology, vol. 2,‎ 2009, p. 85–94 (PMID 21694831, PMCID 3108639, DOI 10.2147/CEG.S6051)
- A. J. Russo, A. Krigsman, B. Jepson et A. Wakefield, « Decreased Serum Hepatocyte Growth Factor (HGF) in Autistic Children with Severe Gastrointestinal Disease », Biomarker insights, vol. 4,‎ 2009, p. 181–190 (PMID 20029653, PMCID 2796865)
- S. J. Walker, J. Fortunato, L. G. Gonzalez et A. Krigsman, « Identification of Unique Gene Expression Profile in Children with Regressive Autism Spectrum Disorder (ASD) and Ileocolitis », PLoS ONE, vol. 8, no 3,‎ 2013, e58058 (PMID 23520485, PMCID 3592909, DOI 10.1371/journal.pone.0058058)